# João Franco Ferreira Pinto Castelo Branco

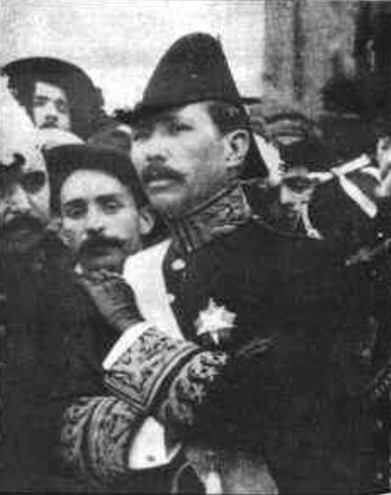
João Franco

João Franco Ferreira Pinto Castelo Branco (* 14. Februar 1855 in Alcaide, Portugal; † 4. April 1929 in Lissabon) war ein konservativer Politiker aus der Endzeit der portugiesischen Monarchie. Er war Vorsitzender der Liberalen Regenerationspartei und von 1906 bis 1908 Ministerpräsident von Portugal.

## Leben
João Franco studierte Rechtswissenschaften an der Universität Coimbra. In dieser Zeit trat er in die konservative Regenerationspartei ein, für die er 1884 zum ersten Mal in das portugiesische Parlament, die Cortes, gewählt wurde. 1890 übernahm die Regenerationspartei mit António de Serpa Pimentel die Regierung, und  João Franco wurde Finanzminister. Auch in den darauffolgenden überparteilichen Regierungen hatte er als Minister für öffentliche Arbeiten und Innenminister wichtige Posten inne. 1900 verstarb de Serpa Pimentel, der Vorsitzende der Regenerationspartei, und Ernesto Rodolfo Hintze Ribeiro folgte ihm im Parteivorsitz. Mit diesem überwarf sich João Franco schnell, weswegen er 1901 mit einer Reihe von Getreuen aus der Regenerationspartei austrat und die Liberale Regenerationspartei gründete, deren Vorsitzender er wurde.
Die portugiesische Monarchie befand sich zu diesem Zeitpunkt bereits in einem Zustand der Agonie. Dem exzentrischen König Karl I. gelang es nicht, sich die Sympathie seiner Untertanen zu erwerben. Außenpolitische und wirtschaftliche Probleme, sowie die Streitigkeiten der Monarchisten untereinander, zu denen João Franco mit der Spaltung der Regenerationspartei, der ältesten Partei des Landes, noch beitrug, führten zu einem zunehmenden Anwachsen republikanischer Strömungen im Lande. Der König versuchte es zunächst mit einer Reihe von überparteilichen Regierungen, berief aber im März 1906 erneut Hintze Ribeiro von der Regenerationspartei zum Regierungschef. Nachdem es sehr schnell offensichtlich geworden war, dass es Hintze Ribeiro nicht gelingen würde, der republikanischen Herausforderung Herr zu werden, berief der König schließlich am 19. Mai 1906 João Franco zum Ministerpräsidenten.
Bei seiner Berufung herrschte Chaos und Anarchie im Lande, der Gegensatz zwischen Monarchisten und Republikanern drohte, außer Kontrolle zu geraten. Die Monarchisten waren zusätzlich durch den Kampf zwischen Regenerations- und Progressiver Partei so geschwächt, dass sie den immer stärker werdenden Republikanern nicht Paroli bieten konnten. Der König gedachte mit der Berufung des João Franco einen neuen Anfang zu wagen. Als Vertreter einer dritten Kraft, weder der Regenerations- noch der Progressiven Partei zugehörig, sollte er die Monarchisten gegen die Republikaner einigen.
João Franco versuchte auch, zumindest zu Anfang seiner Regierungszeit, durch eine betont liberale und gegenüber den Republikanern offene Politik, diese in das politische System zu integrieren. Als Regierungsdevise gab er aus: „Toleranz und Freiheit, auf dass die Bevölkerung die Regierung des Königs schätzen lernt“. Eine der ersten Maßnahmen der neuen Regierung war eine weitreichende Amnestie, von der besonders Republikaner, die durch ihre Publikationen gegen die Pressezensur verstoßen hatten, profitierten. Der Chef der Republikaner, Bernardino Machado, konnte auf einer Demonstration öffentlich eine Rede halten, ohne dass die Polizei einschritt. Der König versuchte sein Ansehen auch durch direktere Beteiligung an der Regierungsarbeit zu verbessern und begann, an den Sitzungen des Kabinetts teilzunehmen. Bei den Wahlen im Juni 1906 gelang es der Regierung, eine Mehrheit zu bekommen. Vier republikanische Abgeordnete wurden gewählt.
Die Politik des Ausgleichs mit den Republikanern scheiterte allerdings. Verdeckte Avancen und Friedensgesten von Seiten der Regierung wurden von den Republikanern brüsk zurückgewiesen.
Während einer Parlamentssitzung rief der republikanische Abgeordnete Afonso Costa aus: „Für weniger als das, was König Karl bei uns gemacht hat, ist in Frankreich der Kopf Ludwig XVI. in den Sand gerollt“. Damit war das Tischtuch zwischen Republikanern und Regierung zerschnitten, die republikanischen Abgeordneten wurden für drei Monate von den Parlamentssitzungen ausgeschlossen. Bei Demonstrationen, in denen die Republikaner Afonso Costa unterstützten, wurden 63 Personen festgenommen. In Porto kamen 12.000 Personen zu einem großen republikanischen Kongress zusammen. 45.000 Personen unterschrieben eine Petition, die Rückkehr der republikanischen Abgeordnete in das Parlament fordernd, was schließlich am 21. Dezember 1906 geschah.
Als João Franco sah, dass er mit dieser Politik nicht weiterkam, suchte er zunehmend sein Heil in repressiven Maßnahmen. Die Republikaner wurden unterdrückt, die Pressezensur verschärft. João Franco regierte diktatorisch, mit vom König gegengezeichneten Dekreten ohne Einschaltung des Parlaments. Durch diese Maßnahmen wuchs der Graben zwischen dem König und seinem Volk. Dissidenten innerhalb der Progressiven Partei verbündeten sich mit den Republikanern. Anfang Januar 1908 wurden eine Reihe von Führern der Republikanischen Partei sowie Dissidenten der Progressiven Partei unter dem Vorwurf der Vorbereitung eines Staatsstreichs verhaftet und abgeurteilt. Franco verlangte und erhielt vom König ein Dekret, das die Deportierung republikanischer Aufständischer in die überseeischen Kolonien vorsah.
Dies wurde schließlich zum Tropfen, der das Fass zum Überlaufen brachte. Einen Tag nachdem der König das Gesetz unterzeichnet hatte, wurde er und der Thronfolger Ludwig Philipp bei einem Attentat in Lissabon (1. Februar 1908) ermordet.
Der neue König Manuel II. gab João Franco und dessen autoritärer Politik eine Mitschuld an dem Hass in Teilen der Bevölkerung gegen die Monarchie, der schließlich zum Tode seines Vaters und Bruders geführt hatte. Als eine seiner ersten Maßnahmen nach der Thronbesteigung entließ er deshalb João Franco. Dieser spielte danach in der Politik seines Landes keine herausgehobene Rolle mehr. Die Mehrzahl der repressiven Maßnahmen Francos gegen die Republikaner wurden von den nachfolgenden Regierungen wieder zurückgenommen.

## Bedeutung
João Franco war der letzte halbwegs bedeutende Ministerpräsident der portugiesischen Monarchie. Nach seiner Entlassung sollte die Monarchie noch zwei weitere Jahre überdauern und noch vier Ministerpräsidenten haben. Diese regierten jedoch nur kurz und waren bereits Männer des Übergangs. Wegen seiner autoritären Politik, die den Graben zwischen Monarchie und Volk verbreiterte, wird er oftmals als „Totengräber der portugiesischen Monarchie“ angesehen.